# Кельтська православна церква
Кельтська православна церква (КПЦ) — це невелика автокефальна церква, яка походить від церкви, яка раніше називалась Католицькою Апостольською Церквою (Католицька Церква Заходу).
З 25 грудня 2007 р. Кельтська православна церква була об’єднана з Французькою православною церквою та православною церквою галлів, утворюючи Союз західних православних церков (CWOC).